# Tauraroa
Tauraroa est une localité située dans la région du Northland, dans l'île du Nord de la Nouvelle-Zélande.

## Situation
La ville de Whangarei est localisée au nord-est. 
La ville de Maungakaramea est à environ 5 km au nord-ouest.
Celle de Waiotira est à environ 9 km au sud-ouest. 
La ligne de chemin de fer de la ligne du nord d’Auckland (en) passe à travers la ville de Tauraroa, et ai-dessus de la rivière Tauraroa, qui s'écoule au-delà  , .

## Éducation
L'école de «Tauraroa Area School» est une école mixte, composite, allant de l’année 1 à 15, avec un taux de décile de 7 et un effectif de 438 élèves .
Avant 1958,l'école était nommée «Tauraroa Public School».
Entre 1958 et 1983, c'était la «Tauraroa District High School» .